# Veronica Electronica
Veronica Electronica es un álbum de remezclas de la cantante estadounidense Madonna, publicado el 25 de julio de 2025 a través de las compañías discográficas Warner y Rhino Records.

## Antecedentes y título
Veronica Electronica tiene sus bases en la evolución de Madonna hacia la música dance a finales de la década de 1990, y surgió a raíz de su trabajo en Ray of Light (1998), su séptimo álbum de estudio. Originalmente, se concibió como una versión paralela a este último, con remezclas y descartes —como una versión inédita y extendida de diez minutos de la canción homónima— previsto para publicarse en el otoño boreal de 1998, según un reporte de Billboard. Para finales de agosto de ese mismo año, el proyecto aún seguía en la «mesa de dibujo», sin una fecha de lanzamiento definida. Al final, el álbum quedó relegado a un segundo plano y posteriormente archivado debido al éxito comercial que supuso Ray of Light en el mundo y a la larga serie de sencillos que le sucedieron.
Según Variety, el título del álbum es, en sí mismo, un «retroceso», ya que la electrónica era un género musical que se popularizó a finales de los años 1990. El nombre también hace referencia a un personaje escénico o alter ego «espiritual» que Madonna adoptó para la promoción de Ray of Light, cuyo estilo era similar al gótico y comparable con el personaje ficticio Morticia Addams. Veronica también es uno de sus segundos nombres, que recibió en su confirmación cuando era niña. Para crear su alter ego, la cantante se inspiró en la experiencia de aventurarse en la música electrónica con la ayuda del productor William Orbit. En una historia publicada en su cuenta de Instagram, explicó que el proyecto surgió de una etapa de «profunda transformación personal»:

Hacer Ray of Light fue un momento fundamental en mi vida como artista. Estaba pasando por una gran metamorfosis. Acababa de dar a luz a mi hija Lola, había encontrado mi camino espiritual y estaba lista para cambiar de piel y emprender un camino menos transitado. Y así nació Verónica Electrónica. Les presento a mi media naranja.

## Composición
El recopilatorio consta de siete versiones editadas de remezclas club de algunas de las canciones más populares de Ray of Light —entre ellas la canción homónima, «Nothing Really Matters» y «Frozen»—, que fueron producidas por Peter Rauhofer, William Orbit, Sasha, BT y Victor Calderone. Sumado a ello, el material incluye «Gone Gone Gone», una canción inédita compuesta por Madonna y Rick Nowels durante las primeras sesiones de grabación de Ray of Light. La maqueta del tema se filtró en Internet y llevaba circulando en sitios como YouTube hacía más de quince años, por lo que los seguidores de la artista ya estaban familiarizados con la composición. Sin embargo, Sal Cinquemani, de Slant Magazine, consideró que era una de «esas joyas perdidas proverbiales, con un puente impresionante», que tenía el potencial de convertirse en una de las canciones destacadas del álbum. Según el autor, aunque los ritmos MIDI de la maqueta habían mal envejecido, tenía una letra «incisiva» y mostraba el nuevo y «ágil» registro agudo de la cantante, con versos como The withdrawal into pain/The result to never need again/Is this love? I think not/I want out («El abandono hacia el dolor / El resultado de no volver a necesitar / ¿Es esto amor? Creo que no / Quiero salir».

## Lanzamiento y promoción
El 5 de junio de 2025, Madonna anunció a través de sus redes sociales que Veronica Electronica saldría a la venta el 25 de julio en todas las plataformas digitales y en formato vinilo plateado. El material estuvo disponible como parte de la Silver Collection, una serie en curso de ediciones limitadas en vinilo plateado de colección que reúnen su catálogo. Además, forma parte del acuerdo de 2021 de la cantante con Warner Music, por el que su catálogo musical vuelve a la compañía con la que firmó a principios de la década de 1980. Posterior a su anuncio, la cantante compartió una imagen en blanco y negro de sí misma junto con un vídeo generado por inteligencia artificial en el que anunciaba Veronica Electronica como «el tan esperado álbum de remezclas de la era Ray of Light». Debido a la alta demanda, se publicará una nueva tirada del vinilo transparente de edición limitada el 10 de octubre, acompañada por la primera edición en CD.
El mismo día del anuncio, se lanzó como primer sencillo promocional a las plataformas la remezcla «The Collaboration Remix Edit» de la canción «Skin», una nueva versión electrónica de más de cinco minutos. El 11 de julio, Madonna publicó en todas las plataformas la canción inédita «Gone Gone Gone», que alcanzó la primera posición de la lista de las canciones más vendidas de iTunes en Estados Unidos y superó en su primer día a lanzamientos nuevos de otros artistas principales.

## Recepción comercial
Tras su lanzamiento, Veronica Electronica obtuvo resultados moderados en las listas musicales. Alcanzó la primera posición en la lista oficial de Croacia en su segunda semana de lanzamiento, e ingresó a los veinte primeros lugares en la región Flamenca de Bélgica (10), Hungría (10), Suiza (10), Alemania (12), Italia (20) y los Países Bajos (20). En el Reino Unido, vendió 4317 unidades en su primera semana y debutó en la vigesimotercera posición de la lista oficial, siendo el 26.º álbum top 40 y 29.º top 75 de Madonna. Logró mayor éxito en el conteo de álbumes dance de ese país, donde debutó directamente en el número uno.
En Australia, debutó en el número 36 de la lista ARIA Top 50 Albums. En Japón, fue el cuadragésimo álbum con más descargas digitales de la semana en el conteo de Billboard Japan, mientras que en el ranquin de Oricon ingresó en el número 47 en la misma lista de los discos digitales más vendidos.

## Lista de canciones
| Veronica Electronica |                                                                              |                                                           |                  |          |  |
| N.º                  | Título                                                                       | Escritor(es)                                              | Remezclador(es)  | Duración |  |
| 1.                   | «Drowned World/Substitute for Love» (BT & Sasha's Bucklodge Ashram New Edit) | Madonna David Collins Anita Kerr Rod McKuen William Orbit | BT Sasha         | 5:21     |  |
| 2.                   | «Ray of Light» (Sasha Twilo Mix Edit)                                        | Madonna Dave Curtiss Christine Leach Clive Maldoon Orbit  | Sasha            | 5:42     |  |
| 3.                   | «Skin» (The Collaboration Remix Edit)                                        | Madonna Patrick Leonard                                   | Peter Rauhofer   | 5:18     |  |
| 4.                   | «Nothing Really Matters» (Club 69 Speed Mix Meets the Dub)                   | Madonna Leonard                                           | Peter Rauhofer   | 5:14     |  |
| 5.                   | «Sky Fits Heaven» (Victor Calderone Future New Edit)                         |                                                           | Victor Calderone | 5:20     |  |
| 6.                   | «Frozen» (Widescreen Mix and Drums)                                          | Madonna Leonard                                           | William Orbit    | 5:17     |  |
| 7.                   | «The Power of Good-Bye» (Fabien's Good God Mix Edit)                         | Madonna Rick Nowels                                       | Fabien Waltmann  | 5:23     |  |
| 8.                   | «Gone Gone Gone» (Original Demo Version)                                     | Madonna Nowels                                            |                  | 4:39     |  |

## Posicionamiento en listas
| País           | Lista (2025)                    | Posición más alta |
| -------------- | ------------------------------- | ----------------- |
| Alemania       | Offizielle Deutsche Charts      | 12                |
| Australia      | ARIA Top 50 Albums              | 36                |
| Austria        | Ö3 Austria                      | 39                |
| Bélgica        | Ultratop (Flandes)              | 8                 |
| Bélgica        | Ultratop (Valonia)              | 28                |
| Croacia        | Top Lista Prodaje               | 1                 |
| Escocia        | Scottish Albums Chart           | 7                 |
| Estados Unidos | Top Current Album Sales         | 37                |
| Estados Unidos | Top Dance Albums                | 25                |
| España         | PROMUSICAE                      | 24                |
| Francia        | SNEP                            | 44                |
| Hungría        | Album Top 40 slágerlista        | 10                |
| Italia         | FIMI                            | 20                |
| Japón          | Billboard Japan Download Albums | 40                |
| Japón          | Oricon                          | 47                |
| Países Bajos   | Dutch Album Top 100             | 20                |
| Polonia        | OLiS                            | 84                |
| Reino Unido    | Official Albums Chart           | 23                |
| Reino Unido    | Dance Albums Chart              | 1                 |
| Suiza          | Schweizer Hitparade             | 10                |